# Moskau
"Moskau" é uma canção de 1979 da banda alemã de euro disco Dschinghis Khan, lançada como segundo single de seu primeiro álbum, Dschinghis Khan. A música se tornou um grande sucesso na União Soviética e particularmente na Austrália, ficando em primeiro lugar por seis semanas, enquanto alcançou o top 20 na Alemanha, Áustria e Suíça. 
Em 2006, a música estreou no videogame como uma música jogável em Taiko no Tatsujin Portable 2. Também é uma faixa de destaque em Just Dance 2014. Em 15 de setembro, a música foi enviada ao YouTube, e rapidamente se tornou um meme da internet relacionado aos eslavos. Mais proeminentemente, o meme circulou no site de macros de imagens YTMND, acompanhado pelo refrão da música ou variações dela.
Desde 2008 ou antes, bandas militares das Forças Armadas Russas ocasionalmente tocavam a música em eventos públicos na Rússia.

## Lista de faixas
| Original German 7" single |                                  |         |  |
| N.º                       | Título                           | Duração |  |
| 1.                        | "Moskau"                         | 4:43    |  |
| 2.                        | "Rocking Son of Dschinghis Khan" | 4:13    |  |
| Duração total:            | Duração total:                   | 8:56    |  |

| 12" maxi single |                                  |         |  |
| N.º             | Título                           | Duração |  |
| 1.              | "Moskau"                         | 7:40    |  |
| 2.              | "Rocking Son of Dschinghis Khan" | 6:10    |  |
| Duração total:  | Duração total:                   | 13:50   |  |

| International single |                            |         |  |
| N.º                  | Título                     | Duração |  |
| 1.                   | "Moscow" (English Version) | 4:30    |  |
| 2.                   | "Moskau" (German Version)  | 4:43    |  |
| Duração total:       | Duração total:             | 9:13    |  |

| Rocking Son of Dschinghis Khan |                                                    |         |  |
| N.º                            | Título                                             | Duração |  |
| 1.                             | "Rocking Son of Dschinghis Khan" (English Version) | 4:15    |  |
| 2.                             | "Moscow" (English Version)                         | 4:29    |  |
| Duração total:                 | Duração total:                                     | 8:44    |  |

## Desempenho nas tabelas musicais
| Paradas (1979 – 80)                         | Melhor posição |
| ------------------------------------------- | -------------- |
| Alemanha Ocidental (Official German Charts) | 3              |
| Australia (Kent Music Report)               | 1              |
| Áustria (Ö3 Austria Top 75)                 | 16             |
| Países Baixos (Dutch Top 40)                | 38             |
| Países Baixos (Single Top 100)              | 38             |
| Suíça (Schweizer Hitparade)                 | 11             |